# シクロクロス
シクロクロス（仏: Cyclo-cross 蘭: Veldrijden）とは、オフロードで行われる自転車競技である。競技は秋から冬にかけて行われることが多く、舗装路、未舗装路、芝、急坂、障害物などの含まれる短い(2.5-3.5km)コースを、自転車に乗車・降車・担ぐ等しながら周回し、ゴールの順番や所要時間を争う。「シクロクロス」はフランス語読みであり、英語では「サイクロクロス」と発音される。略語として「CX」と表記される。

## 概要

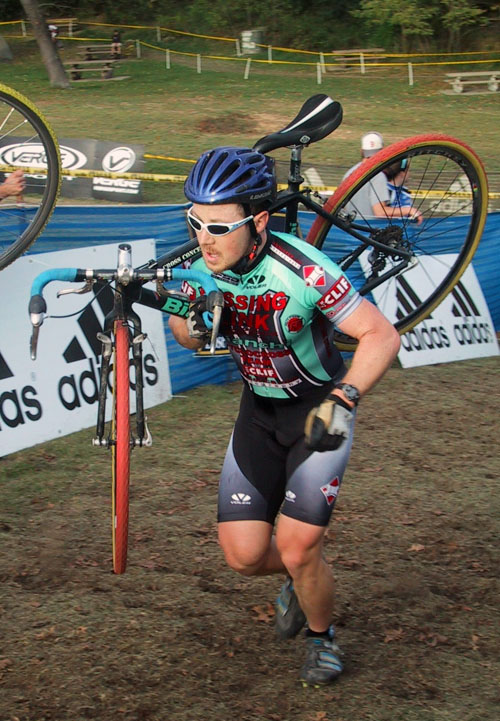
シクロクロス競技

競技は1周が3 - 4キロメートルの不整地の周回路で行われるが、始めに競技時間が規定され、周回数が競技中に決定される。1周目のラップタイムで規定された競技時間を除算して周回数が定められ、この周回数を最初に消化した選手が勝者となる。競技時間はロードレースに比べると短く、40分から1時間である。コースには人工の障害物（柵、階段など）が設けられ、必ず下車して自転車を担がなければならない部分が作られている。またシクロクロス特有のルールとして、ピットで自転車の乗り換えを含む機材交換が可能となっており、1人の選手に対して複数のピットクルー（アマチュア選手の場合、多くは友人）が代車を用意してピットにつくことが多い。使用機材は、上級カテゴリーではドロップハンドルの使用が義務づけられているなどの規定がある。ロードレースがチームでの連携や陽動などの複雑な駆け引きが戦術として大きく作用するのに対して、シクロクロスは選手個人の身体的能力や自転車の操舵能力が結果を左右する。
シクロクロスの起源はロードレース選手の冬季トレーニングの一環として始まり、現在ではヨーロッパ、とくにベルギーのフランデレン地域、オランダ、チェコで盛んに行われている。
主要なレースはロードレースのオフシーズンである11月から2月上旬にヨーロッパ各地で行われ、また世界選手権も同様に冬季に行われる。多くの選手は他の自転車競技にも参戦しているが、シクロクロスにのみ参戦する選手もいる。同じくロードレースのオフシーズンに集中開催されるトラックレースの6日間レースよりも現在では人気面で凌駕しており、最高峰の大会である世界選手権の他に、UCIシクロクロスワールドカップ、スーパープレスティージュ、X²O・バットカームルス・トロフェーという3つのシリーズ戦も並行して行われている。なお、以上4つの大会全てを同一年度シーズンに制覇した選手のことを、グランドスラムと呼んでいるが、スヴェン・ネイスが2005年に達成した。2016年からはこのほかにEthias Crossというシリーズ戦も行われている。
オランダ出身のマリアンヌ・フォスは、世界選手権で8回優勝している。

## 歴史
シクロクロスの起源は1900年代に遡る。その成り立ちにはいろいろな説があり一概には言えないが、一説には自転車選手が隣町までの競走の際、近道のためにフェンスの中に入り畑の中を自転車で走ったのが起源だとも伝えられる（この当時、冬場の休耕地であれば立ち入る事は許されていた）。これは当時オフシーズン期間にもコンディションを保つ方法でもあり、また不整地を走る事によって自転車の操舵能力、瞬発力を高める訓練にもなった。初期のツール・ド・フランスの優勝者にこのようなシクロクロスの原型とも言える練習方法として取り入れていた人物がいる。
次第に本来練習であったものが競技として形成され、1902年にフランスで国内選手権が開催され、そしてフランスより生まれたこの競技は次第に近隣の国へと伝わり、1924年に最初の国際大会がパリで行われ、1940年代に国際自転車競技連盟（UCI）が正式な競技として認定、1950年には世界選手権が開催された。その後シクロクロスは大西洋を越えてアメリカに伝わり、1970年代に隆盛、1975年にはアメリカで国内選手権が開かれている。また、マウンテンバイクの誕生にこの時代のシクロクロスのレースが関わっている。

## 機材

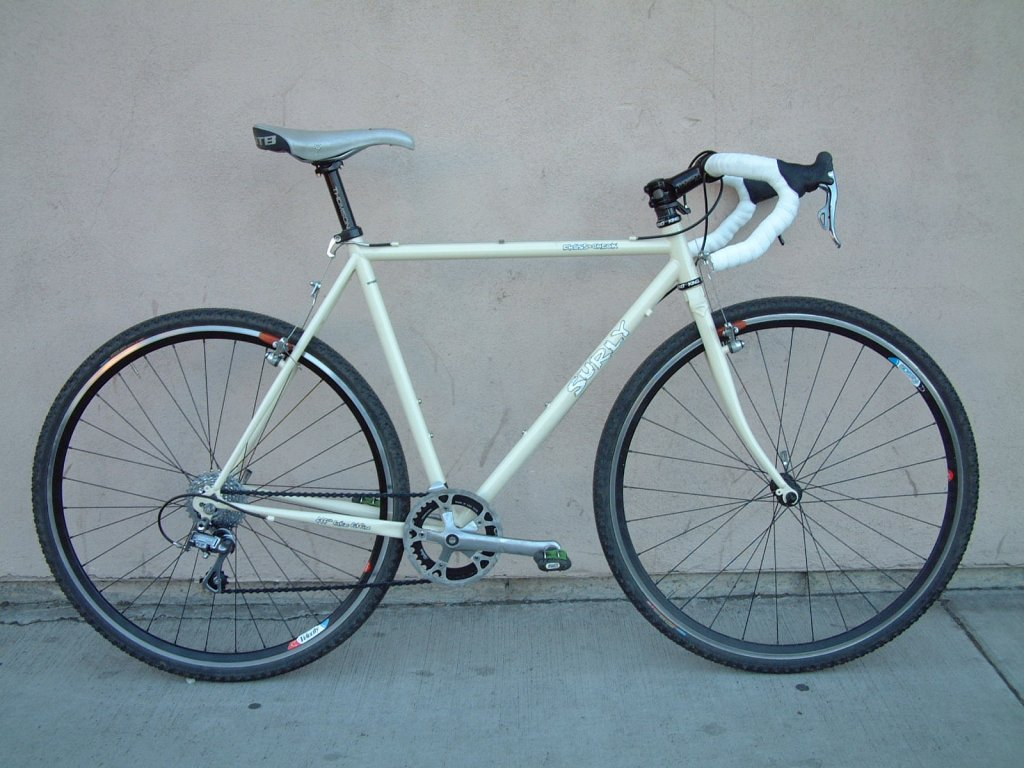
シクロクロス車

### シクロクロス車
自転車の車種としてのシクロクロス（シクロクロス車、シクロクロスバイク（Cyclo-cross bicycle）ともいう）は、UCIのシクロクロス競技規定に準じた物で有る。UCIまたはその傘下の団体主催の競技では必須である。UCI管轄外の競技であってもそれに準じる物もあるが、不整地の走行を想定して設計されているマウンテンバイクやビーチクルーザーなどのシクロクロス車以外でも参加出来る場合も有る。
UCIが規定したシクロクロスの特徴は以下の通り。
フレーム
ロードバイクに類似した形状であるが、広いタイヤクリアランスを持ち、ディスクブレーキやカンチレバーブレーキ、太いタイヤに対応し、泥詰まりを防ぐため各所の隙間は大きくとられている。乗車姿勢はロードバイクに比べ上半身の前傾が浅く（アップライトに）なる。フレーム形状は過去より担ぎやすいホリゾンタルフレームが主流で、現在でもトップチューブのスローピングが小さい物が殆どであり、担ぎを考慮した断面形状のトップチューブのものもある。衝撃吸収性を重視し、曲げ加工を随所に施したモデルが少なくない。素材として、2022年現在トップカテゴリーではカーボンが主流である。下車しての押しや担ぎが多いことからカーボンやアルミといった軽量の新素材が比較的早い時期に導入されていたが、自転車の競技車両としては現在でもクロモリフレームが一線級で使用されている珍しいジャンルでもある。ケーブルのルーティングは競技に特化しているものだと競技中にダウンチューブに泥や埃がかかり、動作の妨げにならないようにフレーム内部にケーブルを収納するケーブル内蔵処理を行うものが多い。ディスクブレーキが普及する以前は、トップチューブ経由でリアディレイラーへとケーブルを廻すトップルーティングを採用しているものが多かった。現在では、ディスクブレーキ普及に呼応するようにスルーアクスル対応であるものが多い。UCIの規定により競技では機材の重さは6.8kgを超えなければならないとされる。
ハンドル
国際自転車競技連盟認定の公式競技及び未登録でも上位カテゴリーのシクロクロス競技ではドロップハンドルである事が事実上義務付けられる形となっており、またハンドルの幅は50cmを超えてはならない。しかしながら下位カテゴリーではその限りではない、すなわちマウンテンバイクに使われるようなストレートハンドルでも可能な場合がある。
ブレーキ
近年では、ディスクブレーキが主に用いられる。2010年にUCIの公式発表により競技での使用が解禁される以前は、ロードバイクで用いられるサイドプルブレーキに比べ、泥詰まりしにくいカンチレバーブレーキが主に用いられていた。
タイヤ
700C規格が用いられる。幅が太い（日本自転車競技連盟開催の競技では33mm以下に規制されている）シクロクロス用のタイヤを用いる。
通常はブロックパターンのタイヤを履くが、フラットな高速コースではダイヤ目のタイヤを履くこともある。
空気圧は2〜4気圧。特に大き目の砂利などバンピーなコースでは限界ギリギリの2気圧にする。ロード同様にWOも増えてきているが、空気圧を下げるとリム打ちパンクするのと、重量面のメリットから、レース用機材はチューブラータイヤが主流である。
ホイール
ロードレースに使用される物より耐久性が要求されるが、入手のしやすさや軽量性などからロードレース用のものが用いられることが多い。
近年では、いくつかのメーカーからシクロクロス用を謳った、ハブの耐水シーリングを強化したホイールが発売されている。
また、プロレベルではカーボン製のディープリムが用いられることが多いが、これは空力効果よりも、リムの高さによって「泥をかきわける」メリットがあるためである。
変速レバー
オフロード走行中にハンドルから片手を離すと危険なので、手元変速が用いられる。現在ではデュアルコントロールレバーの使用がほとんどである。かつてはドロップハンドル先端に取り付けるバーエンドコントローラが主に用いられた。

### 服装
シクロクロス競技では不整地を自転車あるいは自転車を担いで走る必要があるため、選手はランニングに不適なロードレース用のレーサーシューズではなく、ツーリングシューズ、またはMTB用シューズを履く。また競技会場は木々が無造作に生い茂るところも多いために木の枝を衣服に引っ掛けないように、もっと肌に密着した上下一体型のレーシングスーツを着用する事もある。

### 派生車種
競技用のシクロクロス車をもとに、ロードバイクとしての使用も想定した車両も販売されている。この種の車両はホイールベースが長い、キャリア取付用ダボやボトルケージ用のねじ穴の存在など、純粋な競技機材としてのシクロクロス車とは異なる部分がある。

## 参照・脚注
1. ↑  映画『KLUNKERZ』による。恐らく競技規定が今ほど厳しくなかった時代にギアつきのビーチクルーザーで参戦したモロー・ダート・クラブの連中にジョー・ブリーズなどマウンテンバイクの創始者が触発されたと言う。詳しくはマウンテンバイク#歴史参照。
2. 1 2  “勝者たちのシクロクロス・スペシャルバイク”. サイクリングタイム (2007年12月13日). 2010年2月12日時点のオリジナルよりアーカイブ。2024年7月18日閲覧。
3. ↑  “UCI to allow disc brakes in cyclo-cross competition”. 2010年6月19日時点のオリジナルよりアーカイブ。2024年7月18日閲覧。
4. ↑  “何故チューブラータイヤ？”. サイクルベースあさひ. 2008年12月17日時点のオリジナルよりアーカイブ。2024年7月18日閲覧。
5. ↑  一時、ゴム底にシュープレートを兼ねた滑り止め金属スタッドを付けたシクロクロス専用シューズが発売されていた。

- Konrad, Gabe（1996）. "Cyclocross: History & What You Should Know". Bicycle Trader Magazine